# السفينة دارا
السفينة دارا، هي سفينة ركاب مقرها في دبي بنيت في ساحة بناء السفن في اسكتلندا خلال عام 1948. كانت السفينة تبحر في الغالب بين الخليج العربي وشبه القارة الهندية وعلى متنها الركاب الأجانب الذين كانوا يعملون في دول الخليج العربي.
غرقت السفينة دارا في الخليج العربي في 8 أبريل 1961 نتيجة لانفجار قوي تسبب في وفاة 238 من أصل 819 شخصا كانوا على متنها في ذلك الوقت بما في ذلك 19 ضابط و113 من أفراد الطاقم. تم إنقاذ 565 شخص خلال عملية نفذها الجيش البريطاني وعدد من سفن البحرية الملكية البريطانية والعديد من السفن التجارية البريطانية والأجنبية.

## الغرق
أبحرت السفينة من بومباي في 23 مارس على رحلة ذهابا وإيابا إلى البصرة مع توقفها عدة مرات في عدة موانيء. وصلت إلى دبي في 7 أبريل من أجل تفريغ البضائع والركاب المغادرين والواصلين حيث بلغت سرعة الرياح إلى قوة سبعة مما منعها من الإبحار حالا. قرر الكابتن إليسون الرسو بالسفينة في الميناء لاتقاء العاصفة. بسبب تلك الظروف لم يكن هناك وقت كافي لنزول الركاب من على متن السفينة الذين لا يرغبون في مواصلة السفر بما في ذلك الأقارب والأصدقاء المودعين للمسافرين ومناولات البضائع ومسئولي الشحن والهجرة.
في حوالي الساعة 04.30 من يوم 8 أبريل 1961 وقع انفجار كبير في المحرك الذي كان بجانب الميناء الذي انتقل إلى المحرك الرئيسي ورصيفين للميناء بما في ذلك الصالة الرئيسية. بعد وقوع الانفجار في السفينة دارا فقد بدأت سلسلة من الحرائق الكبيرة. الانفجار أثر في كل شيء من الأنظمة الكهربائية وأنظمة القيادة وطفايات الحريق وانتشرت النيران بسرعة وبمساعدة من رياح العاصفة وأمر القبطان بإخلاء السفينة.
شهد إطلاق قوارب النجاة حالة من الفوضى في البحر الهائج حيث وصف أحد الشهود انقلاب أحد قوارب النجاة المكتظة بسبب ارتفاع الأمواج. تضرر قارب النجاة الثاني في وقت سابق خلال العاصفة وفي وقت لاحق اقتربت ناقلة نرويجية من أجل إرسال أحد قوارب النجاة التابع لها. في ذلك الوقت كان هناك عدة سفن في مكان قريب من الحادث وقامت سفن بريطانية وألمانية ويابانية بإعطاء المساعدة للسفينة دارا وكذلك السفن التي تمر من دبي والشارقة وعجمان وأم القيوين.
تم استغلال فندق شارف على الانتهاء من بنائه في دبي كمركز لاستقبال الجرحى مع معاناة الكثيرين من الحروق والتعرض للجروح بسبب تطاير شظايا معدنية. تم نقل الجرحى إلى مستشفى آل مكتوم وفتحت محطات ميدانية في مكتب الجمارك.
في الأيام التالية أرسلت ثلاث فرقاطات بريطانية ومدمرة أمريكية لإطفاء الحرائق وسحبت السفينة دارا من قبل سفينة إنقاذ لكنها غرقت في الساعة 09.20 من يوم 10 أبريل 1961.
يعتقد أن الانفجار قد يكون ناجما عن عبوة ناسفة وضعت عمدا زرعتها مجموعة متمردة عمانية أو متمردين لا ينتمون إلى أي جهة. خلصت المحكمة الأميرالية البريطانية بعد أكثر من عام من وقوع الكارثة أن لغم "وضع عمدا من قبل شخص أو أشخاص مجهولين ومن شبه المؤكد أنه السبب في الانفجار. من المحتمل أن تفجير السفينة له علاقة بثورة ظفار. ومع ذلك فإن الطب الشرعي لم يثبت بالدليل أن عبوة ناسفة كانت السبب.
يقبع الحطام على عمق 21 مترا (69 قدما).